# Bodoland People’s Front

Die Parteifahne der Bodoland People’s Front – eine stilisierte Pflugschar vor dem Hintergrund der indischen Flagge

Bodoland People’s Front (BPF, assamesisch বড়োলেণ্ড পিপলছ ফ্ৰন্ট, „Bodoland-Volksfront“) ist eine politische Regionalpartei im indischen Bundesstaat Assam in der Region Bodoland.

## Parteigeschichte
Die Partei wurde im Februar 2003 nach dem Bodoland Territorial Council (BTC) Accord („Abkommen über den Bodoland-Gebiets-Rat“), das zur Bildung der autonomen Bodoland Territorial Area Districts (BTAD) in Assam führte, gegründet. Vorläufer der BPF war die Rebellenorganisation Bodoland Liberation Tigers (BLT), die sich infolge des Abkommens in eine politische Partei umwandelte. Erster Vorsitzender der Partei wurde der frühere BLT-Führer Hagrama Bohilari. Ziel der Partei ist die wirtschaftliche und gesellschaftliche Entwicklung Bodolands. Das Ziel der Bildung eines eigenen Bundesstaates Bodoland wird im Parteiprogramm nicht explizit formuliert, kommt aber immer wieder in politischen Äußerungen zum Ausdruck. In ihrem Parteiprogramm bekennt sich die Partei ausdrücklich zur indischen Verfassung und in blumigen Worten zum friedlichen und harmonischen Zusammenleben aller in Bodoland lebenden ethnischen Gruppen. Sie wurde jedoch wiederholt beschuldigt, an den immer wiederkehrenden Ausschreitungen gegen Nicht-Bodo-Ethnien in Bodoland mitbeteiligt gewesen zu sein. 
BPF ist Mitglied des 2010 als Dachorganisation der Bodo-Interessen gegründeten Bodoland National Council.

## Wahlergebnisse
Die erste Wahl zum 40 gewählte Abgeordnete umfassenden Bodoland Territorial Council (BTC), dem Selbstverwaltungsrat der BTAD am 13. Mai 2005 mit anschließender Nachwahl im November 2005 gewann die BPF. Die Kongresspartei hatte, um das Friedensabkommen in Bodoland nicht zu gefährden, nicht an dieser Wahl teilgenommen. Bei der folgenden Wahl zum BTC am 9. April 2010 gewann die BPF 32 Sitze und die Kongresspartei gewann 3. Die nächste Wahl zum BTC ist für März 2015 vorgesehen.
Bei den Wahlen zum Parlament von Assam 2006 gewann die BLF 11 der 126 Sitze und beteiligte sich anschließend an der Kongresspartei-geführten Regierung. Bei der nächsten Parlamentswahl in Assam 2011 gewann die BPF 12 Wahlkreise.
Bei der Parlamentswahl in Indien 2009 konnte die BPF den Wahlkreis 5-Kokrajhar im Nordwesten Assams gewinnen, der den größten Teil Bodolands umfasst. Bei den Parlamentswahlen 2004 und 2014 war sie nicht erfolgreich.
Am 26. Juni 2014 kündigte die BPF die politische Allianz mit der Kongresspartei in Bodoland auf.